# Síndrome de Kartagener
A síndrome de Kartagener, descrita na década de 1930 pelo polaco Manes Kartagener, é caracterizada pela apresentação de:

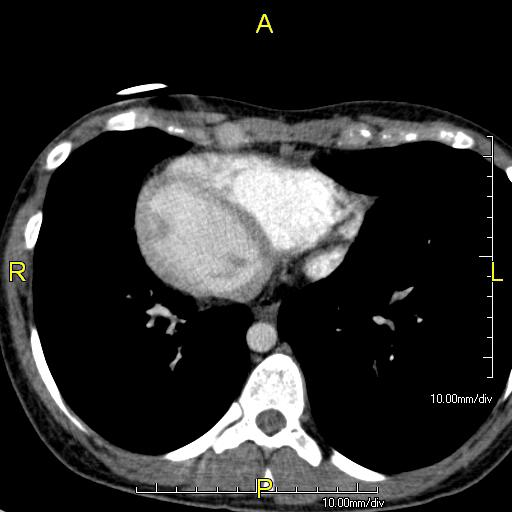
Dextrocardíaco com Síndrome de Kartagener

- Situs inversus: condição congênita onde os órgãos do tórax e abdômen estão transpostos;
- Sinusite crônica;
- Bronquiectasias.

Mais tarde a síndrome foi renomeada para Discinesia Ciliar Primária, uma vez que se verificou defeito na organização estrutural dos cílios do epitélio de revestimento da árvore respiratória, tecido epitelial colunar simples ciliado.
Também podendo levar a ter mais problemas tais como: arritmias cardíacas, cansaço, diminuição do hormônios e fraquezas.

## Sintomas
O defeito na estrutura do cílio ocasiona seus batimentos incoordenados e inefetivos, alterando a remoção de secreção de muco e das partículas inaladas, culminando em rinites, sinusites, otites, bronquites e pneumonias. Todos estes são quadros recorrentes e persistentes. Entretanto, a bronquiectasia é a complicação pulmonar predominante.

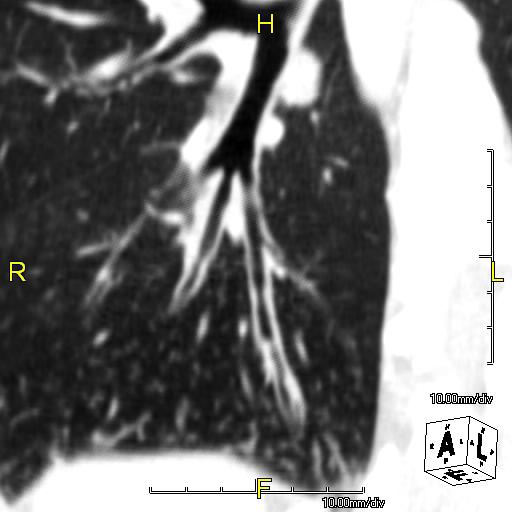

O portador da discinesia ciliar primária pode apresentar tosse produtiva crônica e infecções respiratórias recorrentes. Como o diagnóstico tende a ser tardio e de exclusão, pode haver comprometimento progressivo da função pulmonar e baqueteamento digital (alteração caracterizada pelo aumento do diâmetro das falanges distais e alterações das unhas) em pacientes mais velhos. Situs inversus.

## Diagnóstico
O diagnóstico pode ser determinado através da microscopia eletrônica pela análise da ultra-estrutura do cílio. Entretanto, ele pode não ser totalmente conclusivo em alguns casos, se o defeito ocorrer no funcionamento do cílio.